# Johan Bakayoko
Johan Bakayoko, född 20 april 2003 i Overijse, är en belgisk fotbollsspelare som spelar i PSV, och som representerar det belgiska landslaget.

## Karriär
Bakayoko representerade som junior Club Brugge, Mechelen och Anderlecht innan han lämnande för PSV 2019 och tog plats i dess A-lag 2022. Han har även representerat det belgiska landslaget på olika juniornivåer sedan 2018. 2023 debuterade han i A-landslaget, och medverkade i EM 2024.